# Sphenomorphus victoria
Sphenomorphus victoria är en ödleart som beskrevs av  Brown och ALCALA 1980. Sphenomorphus victoria ingår i släktet Sphenomorphus och familjen skinkar. IUCN kategoriserar arten globalt som nära hotad. Inga underarter finns listade i Catalogue of Life.